# Thilo Späth
Thilo Späth (* 8. Juni 1987 in Achern, heute Thilo Späth-Westerholt) ist ein deutscher Volleyballspieler.

## Karriere
Späth begann 1997 seine Volleyball-Karriere. Seinen ersten Erfolg feierte er jedoch als Beachvolleyballer: Bei der U18-Europameisterschaft 2004 in Mysłowice erreichte er mit Marko Kienast das Finale. Damals spielte er noch für seinen ersten Verein TV Kappelrodeck. Ein Jahr später nahm er als Volleyballer an der Jugend-Europameisterschaft teil. In der Saison 2005/06 wurde er bei den Volley YoungStars, der Nachwuchsmannschaft des VfB Friedrichshafen, ausgebildet und absolvierte trotzdem schon sein erstes Bundesligaspiel, weil er als Ersatz für den verletzten Libero Alexis Valido berufen wurde. Anschließend kam er bei der Europaliga 2006 auch zu seinen ersten Einsätzen in der A-Nationalmannschaft. Nach einem Jahr beim VC Olympia Berlin wechselte Späth zum SV Bayer Wuppertal, weil die Libero-Position in Friedrichshafen damals mit Markus Steuerwald besetzt war. 2010 kehrte er dann schließlich doch zum deutschen Meister zurück. Hier wurde Späth 2011 Deutscher Meister und 2012 sowie 2014 Deutscher Pokalsieger. In der Saison 2014/15 schaffte er mit dem VfB Friedrichshafen das nationale Double aus Meisterschaft und DVV-Pokalsieg.
Seit 2020 ist Späth-Westerholt Geschäftsführer der VfB Friedrichshafen Volleyball GmbH.